# فرودگاه گریسه فیورد
فرودگاه گریسه فیورد (به انگلیسی: Grise Fiord Airport) یک فرودگاه همگانی باربری با کد یاتا YGZ است که یک باند فرود شن دارد و طول باند آن ۶۰۶ متر است. این فرودگاه در کشور کانادا قرار دارد و در ارتفاع ۴۱ متری از سطح دریا واقع شده است.